# Royal Armouries Museum
Le Royal Armouries Museum est un musée britannique consacré à l'histoire militaire situé à Leeds, dans le Yorkshire de l'Ouest. Fondé en 1996, il s'agit d'un des trois musées des Royal Armouries, avec la Tour Blanche de la Tour de Londres (le musée d'origine) et Fort Nelson (en), dans le Hampshire.